# Журнали гірничого профілю

## Перелік основних журналів гірничого профілю
Найстаріший у Європі журнал з гірництва — Annales des Mines, Франція, 1794.
| Назва видання | Країна          | Рік заснування | Чисел на рік | Середньорічна кількість стор. / статей |
| --- | --------------- | -------------- | ------------ | -------------------------------------- |
| Відомості Академії гірничих наук України | Україна         | 1994           | 4            | 240 70-100                             |
| Mining of Mineral Deposits (Розробка родовищ) | Україна         | 2013           | 4            | 240 70-100                             |
| Вісті Донецького гірничого інституту | Україна         | 1995           | 1-2          | 200-400 50-100                         |
| Вуглехімічний журнал | Україна         | 1993           | 4            | 280 50-80                              |
| Геотехнічна механіка | Україна         | 1993           | 4            | 280 50-80                              |
| Въглища (Вугілля) | Болгарія        | 1945           | 10           | 400 50                                 |
| Гірнича електромеханіка та автоматика | Україна         | 1965           | 2            | 120-150 70                             |
| Горное дело (Гірнича справа) | Росія           | 1960           | 12           | … …                                    |
| Горный журнал (Гірничий журнал) | Росія           | 1825           | 12           | … …                                    |
| Горный журнал (Известия вузов) (Гірничий журнал) | Росія           | 1958           | 12           | … 400—415                              |
| Збагачення корисних копалин (періодичне видання) | Україна         | 1967           | 4            | 680 120                                |
| Колыма — щомісячний виробничо-технічний бюлетень об'єднання Северовостокзолото (Магадан).                                                                     | Росія           | 1936           | 12           | до 200                                 |
| Металургійна та гірничорудна промисловість | Україна         | 1960           | 4            | … 120                                  |
| Науковий вісник Національного гірничого університету України                                                                                                  | Україна         | 1998           | 6            | 360 100                                |
| Ніхон когьо кайсі (Journal of the Mining and Metallurgical Institute of Japan) (Журнал Японського інституту гірничої справи та металургії)                    | Японія          | 1875           | 12           | 1000 60                                |
| Обогащение руд (Збагачення руд) | Росія           | 1956           | …            | … 100                                  |
| Подземное и шахтное строительство (Підземне та шахтне будівництво)                                                                                            | Росія           | 1957           | …            | … 100                                  |
| Проблеми гірського тиску | Україна         | 1995           | 1-2          | 150 15                                 |
| Рудодобив (Видобуток руди) | Болгарія        | 1946           | 12           | 350 50                                 |
| Сайко то хоан (Mining and Safety) (Безпека в гірничій промисловості)                                                                                          | Японія          | 1955           | 12           | 700 30                                 |
| Танко гідзюцу (Colliery Engineering) (Вугільна промисловість)                                                                                                 | Японія          | 1946           | 12           | 300 50                                 |
| Уголь (журнал) (Вугілля) | Росія           | 1925           | 12           | … 250                                  |
| Уголь Украины (Вугілля України) | Україна         | 1957           | 12           | … 200                                  |
| Физико-технические проблемы разработки полезных ископаемых (журнал) (Фізико-технічні проблеми розробки корисних копалин)                                      | Росія           | 1965           | 6            | … 100                                  |
| Фусен (Flotation) (Флотація) | Японія          | 1954           | 3            | 200 10                                 |
| Химия твердого топлива (журнал) (Хімія твердого палива) | Росія           | 1967           | 6            | … 150                                  |
| Annales des Mines (Гірнича справа) | Франція         | 1794           | 12           | 1400 200                               |
| Annales des Mines de Belgique (Гірнича справа Бельгії) | Бельгія         | 1896           | 12           | 1500 50                                |
| Archiwum Górnictwa (Збірник з гірничої справи) | Польща          | 1956           | 4            | 400 30                                 |
| Aufbereitungs-Technik (Збагачення корисних копалин) | Німеччина       | 1960           | 12           | 700 90                                 |
| Australian Mining (Австралійський журнал з гірничої справи)                                                                                                   | Австралія       | 1908           | 12           | 750 50                                 |
| Bányaszati és Kohászati Lapok. Bányaszat (Журнал гірничої справи та металургії. Серія Гірнича справа)                                                         | Угорщина        | 1868           | 12           | 900 100                                |
| Berg- und Hüttenmännsche Monatshefte (Гірничорудна промисловість та металургія)                                                                               | Австрія         | 1855           | 12           | 500 70                                 |
| Bergbau (Гірнича справа) | Німеччина       | 1950           | 12           | 500 50                                 |
| Bergverks-Nytt (The Scandinavian Journal of Mining and Quarring) (Гірничий журнал Скандинавії)                                                                | Норвегія        | 1954           | 11           | 350 10                                 |
| Boletin de Minas (Журнал з гірничої справи) | Португалія      | 1964           | 3            | 50 5                                   |
| Boletin Geológico y Minero (Бюлетень з геології та гірничої справи)                                                                                           | Іспанія         | 1874           | 6            | 200 30                                 |
| Braunkohle (Буре вугілля) | Німеччина       | 1902           | 12           | 40 50                                  |
| Canadian Mining Journal (Гірничий журнал Канади) | Канада          | 1879           | 12           | 700 60                                 |
| Carriéres et Matériaux (Кар'єрне обладнання) | Франція         | 1921           | 9            | 800 200                                |
| CIM Bulletin Canadian Institute of Mining and Metallurgy (Бюлетень Канадського інституту гірничої справи та металургії)                                       | Канада          | 1898           | 12           | 1700 100                               |
| Coal Age (Вугільна ера) | США             | 1911           | 12           | 700 90                                 |
| Coal Mining and Processing (Видобуток та переробка вугілля)                                                                                                   | США             | 1964           | 12           | 1200 50                                |
| Coal preparation (Збагачення вугілля) | США             |                |              |                                        |
| Colliery Goardian (Журнал з гірничої промисловості) | Велика Британія | 1860           | 12           | 500 50                                 |
| Engineering and Mining Journal (Гірничо-технічний журнал) | США             | 1866           | 12           | 2200 80                                |
| Erzmetall (Гірничо-металургійна промисловість) | Німеччина       | 1948           | 12           | 650 50                                 |
| Glückauf (Журнал з гірничої справи) | Німеччина       | 1865           | 24           | 600 130                                |
| Glückauf-Forschungshefte (Журнал з гірничої справи) | Німеччина       | 1940           | 6            | 300 50                                 |
| Górnictwo odkrywkowe (Відкриті гірничі роботи) | Польща          | 1959           | 12           | 400 70                                 |
| Indian Mining and Engineering Journal (Індійська гірнича промисловість і техніка)                                                                             | Індія           | 1962           | 12           | 500 30                                 |
| Industria Minera (Гірнича промисловість) | Іспанія         | 1958           | 12           | 1000 25                                |
| Industria Mineraria (Гірнича промисловість) | Італія          | 1927           | 6            | 600 30                                 |
| Industrial Minerals Промислова мінеральна сировина) | Велика Британія | 1967           | 12           | 650 30                                 |
| Industrie Minérale (Гірнича промисловість) | Франція         | 1919           | 12           | 850 40                                 |
| International Journal of Mineral Processing (Міжнародний журнал зі збагачення корисних копалин)                                                               | Нідерланди      | 1974           | 4            | 300 20                                 |
| International Journal of Rock Mechanics and Mining Sciences and Geomechanics Abstracts (Міжнародний журнал з механіки гірських порід та гірничої справи)      | Велика Британія | 1964           | 6            | 500 10                                 |
| Journal du Four Electrique. Mines et Métallurgie (Гірнича справа та металургія)                                                                               | Франція         | 1872           | 6            | 200 20                                 |
| Journal of the Institute of Mine Surveyros of South Africa (Журнал Маркшейдерського інституту ПАР)                                                            | ПАР             | 1962           | 4            | 60 5                                   |
| Journal of the Institution of Engineers (India) (Mining & Metallurgical Division) (Журнал відділення гірничої справи та металургії Інституту інженерів Індії) | Індія           | 1920           | 3            | 80 20                                  |
| Journal of the Mine Ventilation Society of South Africa (Журнал Товариства інженерів з вентиляції ПАР)                                                        | ПАР             | 1948           | 12           | 250 20                                 |
| Journal of Mines, Metals and Fuels (Журнал з гірничої справи, металургії та палива)                                                                           | Індія           | 1953           | 12           | 400 40                                 |
| Journal of the South Africa Institute of Mining and Metallurgy (Журнал Інституту гірничої справи та металургії ПАР)                                           | ПАР             | 1894           | 12           | … …                                    |
| Kali- und Steinsalz (Калійна та кам'яна сіль) | Німеччина       | 1952           | 12           | 800 20                                 |
| Koks, smola, gaz (Кокс, смола, газ) | Польща          |                |              |                                        |
| Mechanizacja i Automatyzacja Górnictwa (Механізація та автоматизація в гірничій промисловості)                                                                | Польща          | 1963           | 12           | 600 70                                 |
| Metals and Minerals Review (Огляд по металах і мінералах) | Індія           | 1961           | 12           | 300 10                                 |
| Mine and Quarry (Гірничі підприємства) | Велика Британія | 1972           | 12           | 750 20                                 |
| Mine Safety and Health (Безпека в гірничій справі) | США             | 1976           | 6            | 200 25                                 |
| Mineracao, Metalurgia (Гірнича промисловість та металургія)                                                                                                   | Бразилія        | 1936           | 12           | 400 20                                 |
| Mines Magazine (Журнал з гірничої справи) | США             | 1910           | 12           | 600 15                                 |
| Mining Congress Journal (Журнал американського гірничого конгресу)                                                                                            | США             | 1915           | 12           | 800 80                                 |
| Mining Engineer (Гірничий інженер) | Велика Британія | 1960           | 12           | 100 60                                 |
| Mining Engineering (Гірнича справа) | США             | 1949           | 12           | 900 100                                |
| Mining Journal (Гірничий журнал) | Велика Британія | 1835           | 52           | 1000 60                                |
| Mining Magazine (Гірничий журнал) | Велика Британія | 1909           | 12           | 1000 60                                |
| Mining Processing Equipment (Гірничо-збагачувальне обладнання)                                                                                                | США             | 1976           | 12           | 300 90                                 |
| Mining Technology (Технологія гірничих робіт) | Велика Британія | 1969           | 12           | 500 30                                 |
| National Safety News (Новини техніки безпеки в промисловості)                                                                                                 | США             | 1917           | 12           | 2000 …                                 |
| Naturstein-Industrie (Промисловість будматеріалів) | Німеччина       | 1965           | 6            | 400 30                                 |
| Neue Bergbautechnic (Гірнича справа) | Німеччина       | 1949           | 12           | 900 90                                 |
| Nobel Hefte [Нобелівські записки (Вибухові роботи)] | Німеччина       | 1926           | 4            | 200 20                                 |
| Phosphorus and Pottasium (Фосфор і калій) | Велика Британія | 1963           | 6            | 300 10                                 |
| Pit and Quarry (Шахти та кар'єри) | США             | 1916           | 12           | 2000 30                                |
| Prace Glownego Imstytutu Górnictwa (Праці Інституту гірничої справи)                                                                                          | Польща          | 1976           | 12-13        | 400 15                                 |
| Proceeding of the Australasian Institute of Mining and Metallurgy (Праці Австралійського інституту гірничої справи та металургії)                             | Австралія       | 1898           | 4            | 300 30                                 |
| Przeglad górniczy (Гірничий журнал) | Польща          | 1903           | 12           | 550 100                                |
| Publications Techniques des Charbonnages de Françe (Технічні публікації з питань вугільної промисловості)                                                     | Франція         | 1965           | 6            | 400 30                                 |
| Quarry Management and Products (Кар'єри. Управління та виробництво)                                                                                           | Велика Британія | 1918           | 12           | 300 40                                 |
| Resources Indusnry Quarry, Mine and Construction Equipment (Гірниче та будівельне обладнання)                                                                 | Австралія       | 1962           | 12           | 500 20                                 |
| Refractories Journal (Вогнестійкі матеріали) | Велика Британія | 1925           | 6            | 250 10                                 |
| Revista de Mineria, Geologia y Mineralogia (Журнал з гірничої справи, геології та мінералогії)                                                                | Аргентина       | 1929           | 4            | 450 25                                 |
| Rock Products (Будівельні матеріали) | США             | 1902           | 12           | 1100 50                                |
| Rudarski Glasnik (Збірник з гірничої справи) | Сербія          | 1962           | 4            | 650 50                                 |
| Rudarsko-metalurski Zbornik (Збірник з гірничої справи та металургії)                                                                                         | Сербія          | 1954           | 4            | 500 20                                 |
| Rudy (Руди) | Чехія           | 1952           | 12           | 400 50                                 |
| Rudy i Metale Niezelazne (Кольорові метали та їх руди) | Польща          | 1956           | 12           | 400 50                                 |
| Skillings Mining Review (Новини гірничорудної промисловості)                                                                                                  | США             | 1912           | 52           | 1400 50                                |
| South African Mining and Engineering Journal (Гірничий журнал ПАР)                                                                                            | ПАР             | 1891           | 12           | 1500 50                                |
| Svensk Bergsoch Brulstidning (Шведський гірничий журнал) | Швеція          | 1922           | 12           | 200 10                                 |
| Tunnels and Tunnelling (Тунелі та тунельні роботи) | Велика Британія | 1969           | 11           | 550 10                                 |
| Uhli (Вугілля) | Чехія           | 1953           | 12           | 500 100                                |
| Western Miner (Західний гірник) | Канада          | 1927           | 12           | 700 60                                 |
| Wiadomości Górnicze (Гірничі записки) | Польща          | 1950           | 12           | 400 60                                 |
| World Coal (Вугільна промисловість світу) | США             | 1975           | 12           | 1000 130                               |
| World Mining (Гірнича промисловість світу) | США             | 1948           | 12           | 1100 60                                |
| Азербайджанське нафтове господарство | Азербайджан     | 1920           | 12           | … 140—145                              |
| Газовая промышленность (Газова промисловість) | Росія           | 1956           | 12           | … …                                    |
| Нефтяное хозяйство (Нафтове господарство) | Росія           | 1920           | 12           | … …                                    |
| American Gas Association Monthly (AGA Monthly) (Журнал американської газової асоціації)                                                                       | США             | 1919           | 11           | 450 200                                |
| Australian Gas Journal (Австралійський газовий журнал) | Австралія       | 1936           | 4            | 250 10                                 |
| Canadian Petroleum (Канадська нафта) | Канада          | 1960           | 12           | 600 40                                 |
| Drilling (Буріння) | США             | 1939           | 13           | 1000 200                               |
| Erdoel-Erdogas Zeitschrift (Журнал з нафти та природного газу)                                                                                                | Австралія       | 1883           | 12           | 400 60                                 |
| Erdoel und Kohle, Erdgas, Petrohemie (Нафта, вугілля, газ та нафтохімія)                                                                                      | Німеччина       | 1948           | 12           | 600 60                                 |
| Forages (Буріння) | Франція         | 1958           | 4            | 850 20                                 |
| Gas-Erdgas (GWF) (Газ та природний газ) | Німеччина       | 1858           | 12           | 500 80                                 |
| Gas World (Газ світу) | Велика Британія | 1884           | 12           | 600 140                                |
| Industrie du Petrole Gas-Chimie (Нафтова та газова промисловість)                                                                                             | Франція         | 1933           | 12           | 850 100                                |
| Journal of Canadian Petroleum Technology (Канадський журнал з видобутку нафти)                                                                                | Канада          | 1962           | 6            | 850 150                                |
| Journal of Petroleum Technology (Журнал з видобутку нафти) | США             | 1950           | 12           | 1700 120                               |
| Nafta (Нафта) | Польща          | 1945           | 12           | 400 80                                 |
| Nafta (Нафта) | Сербія          | 1950           | 12           | 1300 90                                |
| Ocean Industry (Океанічна індустрія) | США             | 1966           | 12           | 1900 200                               |
| Offshore (Офшор) | США             | 1941           | 14           | 1700 250                               |
| Offshore Engineering (Офшорні технології) | Велика Британія | …              | 12           | 1500 40                                |
| Oil & Gas Journal (Нафтовий та газовий журнал) | США             | 1902           | 52           | 7800 300                               |
| Oilweek (Щотижневик з нафти) | Канада          | 1950           | 52           | 250 120                                |
| Petroleum Engineer International (Інженер-нафтовик світу) | США             | 1929           | 15           | 1500 50                                |
| Petroleum Review (Журнал з видобутку нафти) | Велика Британія | 1947           | 12           | 900 40                                 |
| Petroleum Times (Новини нафти) | Велика Британія | 1897           | 24           | 950 350                                |
| Society of Petroleum Engineers Journal (Журнал товариства нафтовиків)                                                                                         | США             | 1961           | 6            | 900 90                                 |
| Tracer's Exogram and Oil and Gas Review (Журнал з нафти та газу)                                                                                              | Австралія       | 1955           | 24           | 700 150                                |
| Pipeline and Gas Journal (Журнал з трубопроводів та газу) | США             | 1859           | 14           | 1000 60                                |
| World Oil (Нафтова промисловість світу) | США             | 1916           | 14           | 1500 40                                |